# Nasrullah Khan (Bukhara)

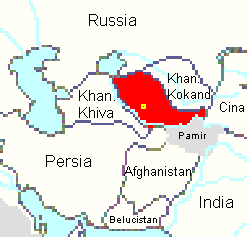
L'emirato di Bukhara nel XIX secolo

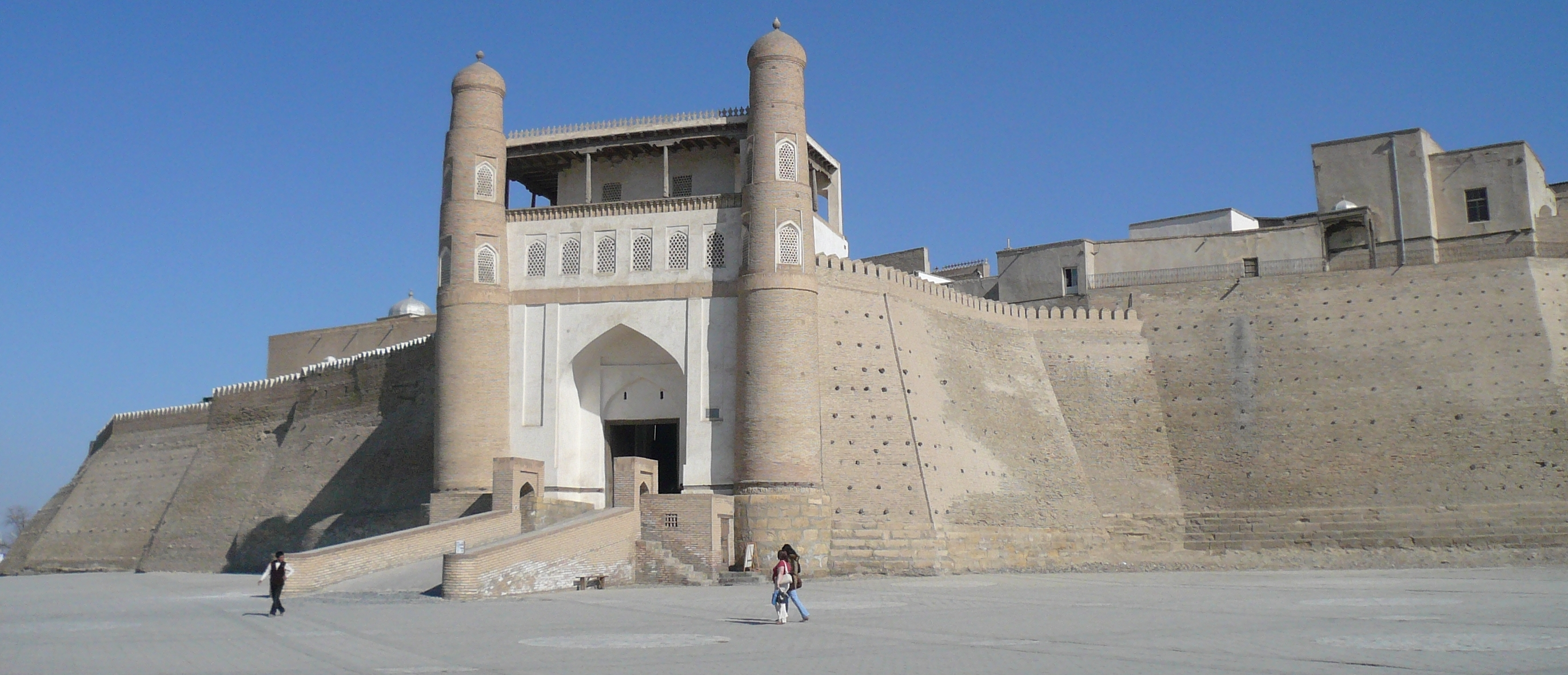
La cittadella di Bukhara davanti a cui Nasrullah fece decapitare Stoddart e Conolly nel 1842

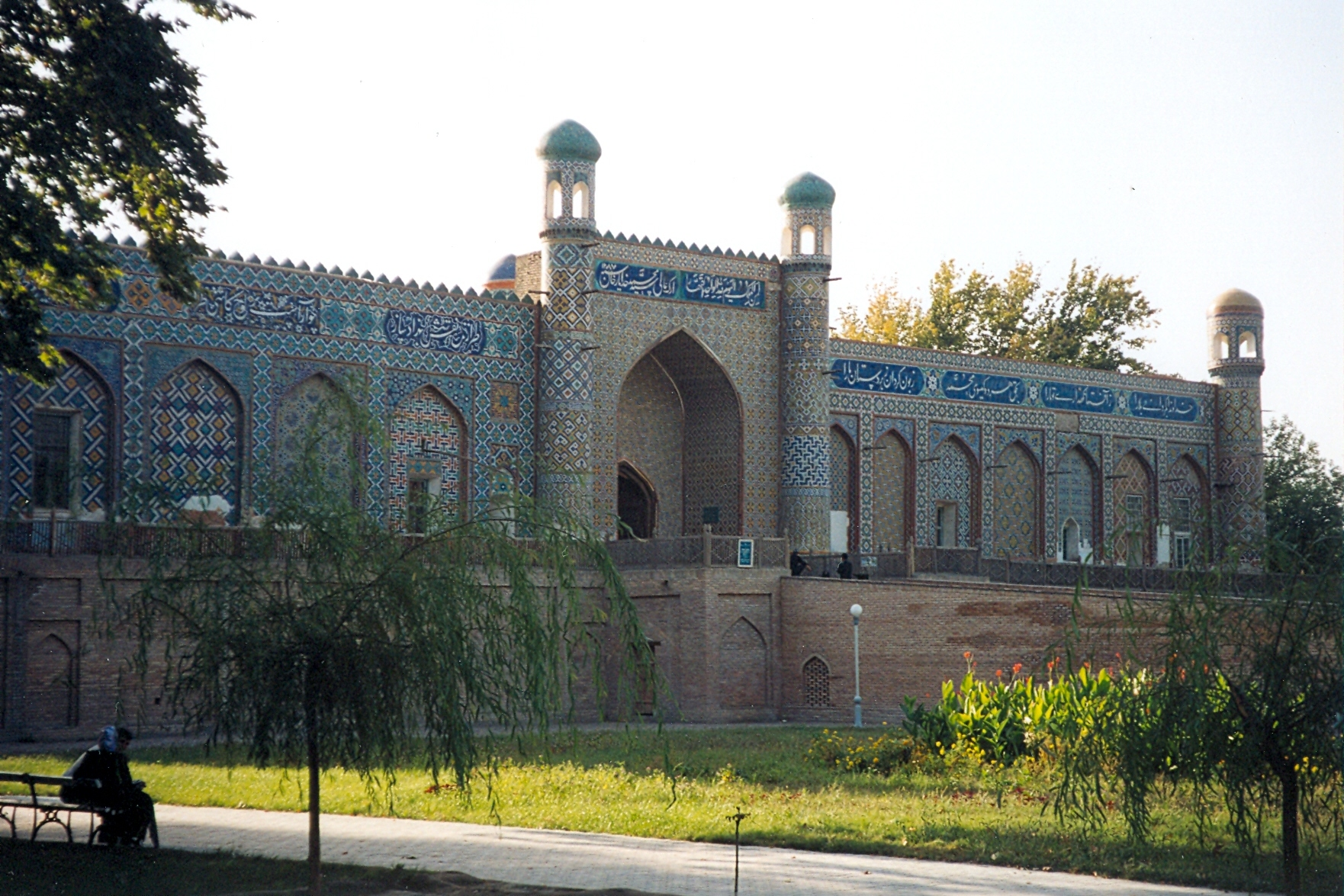
Il palazzo del Khan a Kokand

Nasrullah Khan (Bukhara, 1806 – Bukhara, 1860) è stato un sovrano uzbeko, emiro di Bukhara.

## Biografia
Nasrullah Khan fu sovrano dell'emirato di Bukhara tra il 1826 e il 1860.
Rampollo della dinastia Manghit, prese il potere nel 1826 uccidendo il fratello maggiore Said e dando al governo del paese una conduzione dispotica e crudele. Mantenne alcune pratiche barbare proprie dei khanati dell'Asia centrale, come la schiavitù cui erano relegati molti cittadini russi e che costituiva un motivo di forte attrito con lo zar.
In quel periodo l'emirato subiva le attenzioni dell'impero russo e della Compagnia delle Indie orientali, interessata alla difesa dei possedimenti britannici in India e alla penetrazione commerciale nell'Asia centrale in antagonismo allo zar (il cosiddetto Grande Gioco).
Per questi motivi, nel 1838, l'anno in cui fu deciso l'avvio della tragica prima guerra anglo-afghana, il tenente colonnello britannico Charles Stoddart fu inviato a Bukhara per rassicurare Nasrullah sulle effettive intenzioni degli inglesi, che sebbene in procinto di attaccare l'Afghanistan non avevano intenzioni ostili verso l'emirato; il diplomatico aveva anche il compito di indurre l'emiro bucarese a liberare gli schiavi russi colà tenuti prigionieri e quindi a eliminare un possibile pretesto del governo russo per attaccare Nasrullah.
Appena giunto a Bukhara, però, Stoddart fu fatto prigioniero con l'accusa di aver mancato di rispetto all'emiro per averlo salutato senza smontare da cavallo, secondo l'uso militare inglese. Per tre anni l'ufficiale britannico sarebbe vissuto in una cella sotterranea in condizioni terribili: la prigione, significativamente definita dai locali "il buco nero" (Siah Cha), consisteva in una fossa profonda sei metri, infestata dai parassiti e accessibile solo facendo uso di una fune; è però contestato che Stoddart sia stato effettivamente relegato nel "buco nero", avendo egli stesso scritto nel marzo 1839 di essere stato trattenuto nello Zindan cioè nella prigione comune. In un'occasione Stoddart sarebbe stato raggiunto dal boia che gli avrebbe intimato di abbracciare la religione musulmana, pena la morte, così costringendolo all'abiura. Peraltro, anche la notizia dell'abiura è messa in discussione sul rilievo che, stando ad una lettera inviata alla moglie dallo stesso protagonista, sarebbe accaduto solo che Stoddart fosse liberato dalla prigione sull'impegno di "servire l'emiro" e che questo servizio non comprendesse necessariamente l'abiura ed anzi nulla lo lascerebbe intendere.
Nell'autunno 1841 l'ufficiale britannico Arthur Conolly, altro grande protagonista del Grande Gioco, decise di fare visita a Nasrullah per ottenere la liberazione di Stoddart. 
Dapprima Nasrullah ricevette Conolly in modo cordiale e accettò di alleviare le condizioni di detenzione di Stoddart, consentendogli di risiedere con lui presso una dimora privata, l'abitazione di Abdul Samut. Quando però apprese della rivolta afgana e della successiva disfatta britannica in Afghanistan, l'emiro non esitò a privare della libertà anche Conolly.
Nel giugno 1842 i due prigionieri furono condannati a morte con l'accusa di spionaggio.
L'esecuzione dei condannati, costretti a scavarsi la fossa con le loro mani, ebbe luogo di fronte alla cittadella bucarese (Ark) al cospetto di una folla silenziosa.
Il primo a cadere sotto la scure del boia fu proprio Stoddart: al momento dell'esecuzione ebbe la presenza di spirito di denunciare la tirannide dell'emiro; secondo un'altra versione, in punto di morte avrebbe invece rivendicato la propria fede cristiana. Fu poi il turno di Conolly che tuttavia ricevette da Nasrullah l'offerta di avere salva la vita se si fosse fatto musulmano come Stoddart: rifiutò, rilevando che la conversione non aveva salvato la vita al compagno e quindi non avrebbe potuto salvare la sua, e si disse pronto a morire. Fu giustiziato pochi istanti dopo..
Il tragico epilogo della vicenda avvenne in concomitanza alla deflagrazione del conflitto tra Nasrullah e il khan di Kokand, Madali Khan. 
Già nel 1839 in seguito alla costruzione di un forte in prossimità di Bukhara, Nasrullah aveva invaso quel khanato conquistando l'antica città di Khujand e costringendo il khan a una pace che prevedeva la cessione della stessa Khujand e di Urateppe (l'odierna Istaravshan), il pagamento di un ingente tributo, il riconoscimento dell'egemonia dell'emiro sul khanato, e l'apposizione del nome dell'emiro sulle monete battute nel khanato. 
Quando nel 1842 Nasrullah seppe che, dopo aver ricevuto Conolly, Madali Khan stava cercando di allearsi con la Russia, invase nuovamente il khanato riportandovi una vittoria decisiva, suggellata dal saccheggio della capitale Kokand: alla fine di aprile mandò a morte il khan, che aveva cercato vanamente di fuggire a Margilan e che fu fatto decapitare, nonché suo fratello, suo figlio e sua madre, la poetessa Nadira, vedova del precedente khan, che si sarebbe rifiutata di sposarlo; in giugno, nello stesso periodo dell'esecuzione di Stoddart e Conolly, tuttavia, il governatore bucarese di Kokand fu deposto da una rivolta popolare e nuovo khan fu proclamato il cugino di Madali Khan, Shir Ali, contro cui non ebbe successo la reazione di Nasrullah, che invano cinse d'assedio la capitale del khanato nei giorni successivi.
L'anno dopo un reverendo europeo, il tedesco Joseph Wolf, si avventurò nell'emirato per conoscere la sorte dei due sventurati britannici, scampando egli stesso all'ostilità dell'emiro in modo fortuito, visto che gli si sarebbe presentato con un abbigliamento che ne avrebbe provocato l'ilarità.
Poco dopo la morte di Nasrullah, avvenuta nel 1860, l'emirato, che era passato sotto la guida del figlio Muzaffar al-Din bin Nasrullah, perse la propria indipendenza, diventando protettorato russo (1868).